# Ящук Ростислав Давидович
Ростислав Давидович Ящук (4 січня 1915, Чернігів — 25 лютого 1985) — радянський військовий льотчик, Герой Радянського Союзу (1944).

## Життєпис
Народився 4 січня 1915 року у місті Чернігів у родині робітника. Українець. Закінчив Ленінградський хіміко-технологічний інститут.
У РСЧА з 1937 року. Закінчив Челябінське військове авіаційне училище штурманів в 1940 році.
На фронтах німецько-радянської війни з серпня 1942 року. Старший льотчик спостерігач 47-го гвардійського окремого авіаційного полку дальніх розвідників (Головне командування ВПС Червоної армії) гвардії старший лейтенант Ящук до жовтня 1943 року здійснив 75 бойових вильотів на розвідку противника з фотографуванням його об'єктів.
З 1957 року підполковник Р. Д. Ящук у запасі. Жив у Чернігові, працював в органах внутрішніх справ. Помер 25 січня 1985 року.

## Звання та нагороди
4 лютого 1944 року Ростиславу Давидовичу Ящуку присвоєно звання Герой Радянського Союзу.
Також нагороджений:
- орденом Леніна
- 2-ма орденами Червоного прапора
- орденом Вітчизняної війни 1 ступеня
- орденом Червоної Зірки
- медалями